# Lista de meios de comunicação de Juiz de Fora
Esta é uma lista de meios de comunicação da cidade de Juiz de Fora. O município conta com diversos jornais em circulação—no ano de 2004 eram sete no total. Os principais são o Tribuna de Minas, o Diário Regional e o JF Hoje. Em 2001 existiam nove emissoras de rádio, de acordo com a Associação Mineira de Rádio e TV e a Telecomunicações de Minas Gerais S.A. Esse número, porém, aumentou ao longo dos anos; atualmente, as mais relevantes são a Globo AM 910 KHz, a Itatiaia FM 105,3 MHz, e a Universitária 104,9 MHz.

## Televisão
Emissoras e canais de televisão em Juiz de Fora:
Local
- TV Integração Juiz de Fora (TV Globo)[6]
- TV Alterosa Zona da Mata (SBT)[6]
- ISTV Juiz de Fora (ISTV)[6]
- TV Diversa (TV Cultura)

## Rádios
Emissoras de rádio regulamentadas e instaladas na cidade:
AM
- Globo[7]
- Manchester[7]
- Capital[7]

FM
- Cidade[7]
- Mix FM[7]
- CBN Juiz de Fora
- Itatiaia[7]
- Catedral FM[7]
- Alô FM
- Rede Aleluia
- Premium 107,7

## Jornais
Principais jornais:
Local
- Tribuna de Minas

Sucursal
- Hoje em Dia
- Estado de Minas
- Aqui

## Portais de notícias
- JF HOJE
- Acessa.com
- G1 Zona da Mata
- GE Zona da Mata
- Diário Regional (versão impressa extinta em 31/12/2017)